# Acetato de amonio
El acetato de amonio, también conocido como Espíritu de Mindererus en solución acuosa, es un compuesto químico con la fórmula {\displaystyle {\ce {NH4CH3COO}}}.
Es un sólido blanco, delicuescente que puede derivarse de la reacción del amoníaco con el ácido acético . Está disponible comercialmente.

## Historia
El sinónimo Espíritu de Mindererus lleva el nombre de R. Minderer, un médico de Augsburgo. 

## Usos
Es el principal precursor de la acetamida : 
{\displaystyle {\ce {NH4CH3CO2 -> CH3CONH2 + H2O}}}
También se utiliza como diurético.

### Solución tampón
Cuando se disuelve acetato de amonio en agua pura, la solución resultante normalmente tiene un pH de 7 debido a las cantidades iguales de acetato y amonio que se neutralizan entre sí. Sin embargo, el acetato de amonio es un sistema tampón de dos componentes, que amortigua alrededor de pH 4,75 ± 1 (acetato) y pH 9,25 ± 1 (amonio), pero no tiene una capacidad tampón significativa a pH 7, contrariamente a la idea errónea común. 
También se usa combinado con ácido acético para crear una solución tampón con mayor capacidad.
Su volatilidad a bajas presiones ha incentivado su uso como reemplazo de los tampones celulares que contienen sales no volátiles en la preparación de muestras para espectrometría de masas.  Por este motivo es muy usado para fases móviles para HPLC con detección basada en ELSD y CAD . Otras sales volátiles utilizadas para esto incluyen el formiato de amonio.

### Otro
- un agente descongelante biodegradable.
- como catalizador en la condensación de Knoevenagel y como fuente de amoníaco en la reacción de Borch en síntesis orgánica .
- un reactivo precipitante de proteínas en diálisis para eliminar contaminantes mediante difusión.
- un reactivo en química agrícola para la determinación de la CIC ( capacidad de intercambio catiónico ) del suelo y la determinación del potasio disponible en el suelo en el que el ion amonio actúa como catión de reemplazo del potasio.
- parte del método de Calley para la conservación de artefactos de plomo

### Aditivo alimentario
El acetato de amonio también se utiliza como aditivo alimentario para regular la acidez, se etiqueta con el Número de INS 264. Está aprobado para su uso en Australia y Nueva Zelanda. 

## Producción
El acetato de amonio se produce mediante la neutralización del ácido acético con carbonato de amonio
{\displaystyle {\ce {2CH3COOH{_{(aq)}}+(NH4)2CO3{_{(aq)}}->2CH3COONH4{_{(aq)}}+H2O{_{(l)}}+CO2{_{(g)}}}}}
o saturando el ácido acético glacial con amoníaco. 
{\displaystyle {\ce {CH3COOH{_{(l)}}+NH3{_{(g)}}->CH3COONH4{_{(s)}}}}}
La obtención de acetato de amonio cristalino es difícil debido a su naturaleza delicuescente.